# Дудинский, Николай Владимирович
Николай Владимирович Дудинский — советский тракторист. Депутат Совета Национальностей Верховного Совета СССР 11 созыва (1984—1989) от Пинской области.

## Биография
Родился в 1956 году в д. Калилы. Закончил Пинское СПТУ-28. Работал с 1976 года трактористом в колхозе «Большевик». Награждён орденом Трудовой славы ІІІ степени (982г.), золотой, серебряной и бронзовыми  медалями ВДНХ, медалью «Золотые руки», дипломами ЦК ВЛКСМ и ЦК ЛКСМБ. Дважды принимал участие в республиканских соревнованиях  молодых пахарей (1980, 1981) и дважды занимал первые места. В качестве подарков в родное хозяйство каждый раз  привозил именные трактора МТЗ-80. На таких же Всесоюзных соревнованиях выходил на 7-е (1980 году)  и 4-е (1982 году) место.
4 марта 1984 года на выборах в Верховный Совет СССР по Пинскому избирательному округу №78 Николай Владимирович Дудинский был избран депутатом Совета Национальностей  Верховного Совета СССР.
В 1985 году Дудинский выступал с докладом на сессии Генеральной Ассамблеи Организации Объединённых Наций. Принимал участие в работе XІІ Всемирного фестиваля молодёжи и студентов в Москве.

## Награды
- Орден Трудовой Славы III степени
- золотая медаль ВДНХ
- серебряная медаль ВДНХ
- бронзовая медаль ВДНХ
- медаль «Золотые руки»
- дипломы ЦК ВЛКСМ и ЦК ЛКСМБ